# Панчен-лама IV
Лобсанг Чокьи Гьялцен (сокр. Лобсанг Чогьял или Лобсанг Чойгьен; тиб. བློ་བཟང་ཆོས་ཀྱི་རྒྱལ་མཚན་; Blo-bzang Chos-kyi Rgyal-mtshan; 1570—1662) — Панчен-лама IV, первый из прижизненных носителей этого титула.

## Биография
Чокьи Гьялцен был нетитулованным, однако знающим ламой монастыря Ташилунпо. Когда в 1603 году в лхасский монастырь Дрепунг из Халхи был доставлен на обучение Далай-лама IV, Чокьи Гьялцен стал его основным наставником. В знак благодарности Далай-лама дал ему титул «Панчен Ринпоче», то есть «Драгоценный великий пандита». После скоропостижной смерти Далай-ламы IV Чокьи Гьялцен стал наставником следующего, пятого Далай-ламы, а в начале 1650-х годов и другого именитого тулку — перерождения Таранатхи, монгола Дзанабадзара. За время жизни Чокьи Гьялцен оставил более трёхсот работ.
В 1662 году после смерти Панчен-ламы в девяностотрёхлетнем возрасте Далай-лама V составил особую молитву, призывавшую его вновь воплотиться, и приказал читать её в монастырях, а монахи Ташилунпо начали поиски его перерождения. Отыскав в Тобгьеле (Цанг) подходящего мальчика, они обратились к Далай-ламе за его утверждением. Далай-лама V подтвердил их выбор, объявив Панчен-лам воплощениями будды Амитабхи и назначив Ташилунпо в качестве их постоянной резиденции. С этого времени титул «великого пандиты», то есть Панчен-ламы, закрепился исключительно за этой линией тулку, и был посмертно присвоен трём другим наставникам начиная с Кедруба Дже.